# Chen Fu-pin
Chen Fu-pin (* 4. April 1984) ist ein ehemaliger taiwanischer Leichtathlet, der sich auf den Mittelstreckenlauf spezialisiert hat.

## Sportliche Laufbahn
Erste Erfahrungen bei internationalen Meisterschaften sammelte Chen Fu-pin vermutlich im Jahr 2002, als er bei den Asienmeisterschaften in Colombo mit 1:57,96 min im Vorlauf über 800 Meter ausschied. Anschließend belegte er bei den Juniorenasienmeisterschaften in Bangkok in 1:50,51 min den sechsten Platz im 800-Meter-Lauf. Im Jahr darauf verpasste er bei den Asienmeisterschaften in Manila mit 1:50,55 min den Finaleinzug über 800 Meter und belegte in 3:47,54 min den siebten Platz im 1500-Meter-Lauf. 2004 gelangte er bei den erstmals ausgetragenen Hallenasienmeisterschaften in Teheran mit neuem Landesrekord von 4:02,68 min auf den sechsten Platz über 1500 Meter und im Jahr darauf schied er bei den Asienmeisterschaften in Incheon mit 1:51,43 min im Vorlauf über 800 Meter aus und gelangte mit 3:51,50 min auf Rang elf über 1500 Meter. Anschließend gewann er bei den Ostasienspielen in Macau in 1:49,74 min die Silbermedaille über 800 Meter hinter dem Südkoreaner Lee Jae-hun und sicherte sich in 3:52,63 min die Bronzemedaille über 1500 Meter hinter den Japanern Hiroyuki Morikawa und Yasuhiro Tago. 2006 verpasste er bei den Asienspielen in Doha mit 1:54,66 min den Finaleinzug über 800 Meter und gelangte mit 3:52,72 min auf den elften Platz über 1500 Meter. Im Oktober 2009 bestritt er seinen letzten offiziellen Wettkampf und beendete daraufhin seine aktive sportliche Karriere im Alter von 25 Jahren.
In den Jahren 2002, 2005 und 2006 wurde Chen taiwanischer Meister im 800-Meter-Lauf sowie 2005 und 2006 auch über 1500 Meter.

## Persönliche Bestzeiten
- 800 Meter: 1:49,74 min, 2. November 2005 in Macau
- 1500 Meter: 3:47,54 min, 21. September 2003 in Manila
  - 1500 Meter (Halle): 4:02,68 min, 8. Februar 2004 in Teheran (taiwanischer Rekord)